# Флейшер, Николай Николаевич
Николай Николаевич Флейшер (26 ноября (8 декабря) 1846 года — 11 (24) декабря 1909 года) — русский военачальник, генерал-лейтенант. Участник Русско-турецкой войны 1877—1878 годов, кампании 1885 года в Средней Азии, похода в Китай 1900—1901 годов, Русско-японской войны 1904—1905 годов.

## Биография
Из семьи обрусевших немцев. Сын генерал-майора Николая Михайловича Флейшера и его первой жены Натальи Михайловны Петровской. Брат генерал-майора А. Н. Флейшера, генерал-лейтенанта Р. Н. Флейшера, генерала от кавалерии С. Н. Флейшера.
Окончил 1-й Московский кадетский корпус (1863), 3-е военное Александровское училище (1865).
Подпоручик 38-го пехотного Тобольского полка. В 1867 г. переведен в лейб-гвардии Литовский полк. В 1872 г. прикомандирован к 3-му военному Александровскому училищу на должность младшего офицера. В 1876 г. вернулся в полк, в составе которого участвовал в войне 1877—1878 гг., командуя 10-й ротой.
В 1878—1879 гг. командирован в распоряжение заведующего гражданскими делами в Болгарии.
В 1882 г. назначен Бакинским уездным начальником. В 1883 г. — командир 5-го Закаспийского стрелкового батальона(с 1885 г. переименован в 1-й). Подполковник (1878). Полковник (1884). В 1885 г. находился в походе, в составе Серахского отряда в Закаспийской области в качестве начальника этого отряда и за занятие Зюльфагара награждён орденом св. Владимира 3-й степени.
С 1890 года — командир 3-го Новогеоргиевского крепостного пехотного батальона.
С 1891 года — командир 5-го стрелкового полка.
С 25 января 1893 по 24 июля 1896 года — командир 72-го пехотного Тульского полка.
С 24 июля 1896 по 1 марта 1899 года — командир 105-го пехотного полка.
С 1 марта 1899 года — начальник 1-й Восточно-Сибирской стрелковой бригады. Генерал-майор (1899).
Во время китайской кампании 1900—1901 гг. в июле 1900 года генерал-майор Флейшер был назначен начальником Южно-Маньчжурского отряда. После трёхдневного боя, 28, 29 и 30 июля 1900 года, несмотря на сильный зной, войска Южно-Маньчжурского отряда разбили китайцев (имевших до 4 тысяч войск, 1 тысячу повстанцев и 8 орудий), и заняли Хайчэн, взяв во время боя 6 орудий. Китайцы отошли к Ляояну. После падения Пекина, 14 августа 1900 года, Южно-Маньчжурскому отряду, был отдан приказ о наступлении на Мукден — Ляоян, операция эта возлагалась на генерал-лейтенанта Субботича, с подчинением ему всех войск в южной Маньчжурии. 11 сентября он двинулся тремя колоннами — слева генерал-майор Флейшер, в центре полковник Артамонов, справа полковник Мищенко. Китайские силы расположились в двух группах: 6000 у Нючжуаня и 16000 у Айсяндзаня. 11 сентября 1900 года выступивший авангард под командованием генерал-майора Флейшера после небольшой перестрелки занял город Старый Нючжуань. 15 сентября 1900 года передовыми частями колонны генерала Флейшера был взят Ляоян. 18 сентября продолжалось наступление к Мукдену и 19 сентября 1900 года Мукден был взят. По просьбе Субботича об увольнении его в продолжительный отпуск начальником Южно-Маньчжурского отряда 26 октября 1900 года был назначен генерал-майор Церпицкий. В августе 1901 года генерал-лейтенант Церпицкий вновь сдал Южно-Маньчжурский отряд генерал-майору Флейшеру.
С 1902 года в распоряжении начальника Главного штаба. Генерал-лейтенант (1902). C 10 февраля 1903 года по 10 августа 1904 — начальник 20-й пехотной дивизии. С 1904 года в распоряжении наместника на Дальнем Востоке. С 18 августа 1905 года — командир 1-го сводного стрелкового корпуса. С 27 декабря 1906 по июль 1907 года — командир 3-го Сибирского армейского корпуса.
Похоронен на Иерусалимском кладбище Иркутска.

## Награды
- Орден Святой Анны 3-й ст. с мечами и бантом за дела под Горным Дубняком и Телишем (1878).
- Орден Святого Станислава 2-й ст. с мечами за переход через Балканы (1879).
- Орден Святого Владимира 4-й ст. с мечами и бантом за бой под Филиппополем (1879).
- Орден Святого Владимира 3-й ст. (1885).
- Орден Святого Станислава 1-й ст. с мечами (1901).
- Золотое оружие с надписью «За храбрость» (1901).
- Орден Святой Анны 1-й ст. с мечами (1905).
- Орден Двойного Дракона (23.04.1902) — за вклад в восстановление спокойствия в Маньчжурии после разгрома Боксерского восстания 1898—1901 годов